# SimCity: Społeczności
SimCity: Społeczności – gra komputerowa z serii SimCity, stworzona przez studio Tilted Mill Entertainment. Wydawcą jest firma Electronic Arts.
Pierwsze informacje o grze zostały opublikowane w serwisie 1Up 5 czerwca 2007. W artykule dziennikarz poinformował, że trwają prace nad kolejną częścią SimCity, ale produkcją nie zajmuje się studio Maxis (twórcy wszystkich odsłon), tylko grupa Tilted Mill Entertainment, odpowiedzialna m.in. za Cezara IV.

## Koncepcja
SimCity: Społeczności nie stawia na pierwszym miejscu budowania metropolii, jak poprzednie wydania gry, lecz raczej - jak określają niektóre zachodnie serwisy o grach wideo - inżynierię społeczną. Drogi, mosty, budynki, fabryki i domy są w grze jedynie środkami, wykorzystywanymi w celu zbudowania własnego modelu społeczeństwa.
W grze zlikwidowano możliwość wyznaczania stref mieszkalnych, przemysłowych i usługowych. Teraz, w odróżnieniu od poprzednich części, gracz może w dowolnym miejscu postawić wybrany budynek. Podstawą nowego SimCity są tzw. "zasoby społeczne", tj. produktywność, dobrobyt, wiedza, władza, duchowość i kreatywność. Postawienie danego budynku przynosi zarówno korzyść w postaci punktów dla danej energii, jak i wymaga odpowiedniej liczby punktów innej energii, aby zachować równowagę.
W rezultacie w grze można stworzyć dowolny typ społeczeństwa, a wszystko zależy od stawiania odpowiednich budynków. Dzięki temu, że wirtualny burmistrz sam buduje całe miasto, może je przyporządkować do wybranego stylu (np. futurystyczna metropolia).

## Odbiór
Gracze krytykowali grę głównie za uproszczenie i całkowitą zmianę sposobu rozgrywki, oraz to, że straciła całą swą dynamikę i realizm (nawet bardzo złe warunki życia w mieście nie prowadzą za sobą żadnych konsekwencji, jeśli wszystkie energie społeczne są w normie). Z recenzji w CD-Action można wyczytać, że gra jest "za prosta i wyraźnie nieprzemyślana - granie nie daje specjalnej satysfakcji" oraz że jedyne co się udało to "oprawa graficzna i dźwiękowa". Gra otrzymała tam ocenę 6/10. Średnia ocen w internecie wyniosła 63%.